# Russulales
 (juin 2013).
Si vous disposez d'ouvrages ou d'articles de référence ou si vous connaissez des sites web de qualité traitant du thème abordé ici, merci de compléter l'article en donnant les références utiles à sa vérifiabilité et en les liant à la section « Notes et références ».
Ordre
Les Russulales sont un ordre de champignons basidiomycètes (règne des Fungi), incluant les genres Russula et Lactarius. 

## Description et caractéristiques
Chez ces champignons, la texture de la chair est grenue, cassante et friable, en raison de la présence d'hyphes cylindriques moins cohérentes, constituées de cellules arrondies (sphérocystes groupées autour de laticifères). Leur pied se casse franchement comme un morceau de craie et peut être facilement émietté. Chez tous les autres groupes de champignons, la texture est fibreuse, car la chair est constituée de filaments mycéliens allongés.

## Phylogénie
La classification phylogénétique les divise en deux groupes distincts. Deux grands groupes sœur englobant 11 à 13 clades majeurs ont été identifiés dans les Russulales. Basé sur les études moléculaires et morphologiques 12 familles et environ 80 genres ont été identifiés, bien que le placement de nombreux taxons n'est pas encore déterminé. Les deux clades contenant ses taxons ectomycorhiziens, correspondant aux familles des Russulaceae et des Albatrellaceae, représentent la plus grande diversité des morphologies de sporophores.

## Taxinomie

### Position des Russulales
Principaux clades proches des Russulales
- Agaricomycetes
  - Phallomycetidae
  - Clade des Hymenochaetales
  - Clade des Gloeophyllales
  - Clade des Corticiales
  - Clade des Russulales
    - Clade des Stereaceae
    - Clade des Russulaceae

  - Agaricomycetidae
    - Clade des Boletales
    - Clade des Agaricales (ou Clade des Euagarics)

### Phylogramme détaillé des Russulales
- Agaricomycetes
  - Russulales
    - Stereaceae — clade résupiné
    - Russulaceae
      - Aleurocystidiellum
        - Bondarzewiaceae
          - Echinodontiaceae
            - Hericiaceae

        - Albatrellaceae
          - Gloeocystidiellaceae

        - Auriscalpiaceae

      - Gloeodontia - clade résupiné
        - Amylostereaceae
          - Scytinostromella
            - Peniophoraceae

## Liste des familles
D'après la 10e édition du Dictionary of the Fungi, en 2008), cet ordre est constitué des familles suivantes :
- Albatrellaceae
- Amylostereaceae
- Auriscalpiaceae
- Bondarzewiaceae
- Echinodontiaceae
- Hericiaceae
- Hybogasteraceae
- Lachnocladiaceae
- Peniophoraceae
- Russulaceae
- Stephanosporaceae
- Stereaceae

Toujours d'après le Dictionary of the Fungi, il existe aussi 11 genres qui n'appartiennent pas à une famille déterminée :
- Aleurocystidiellum P.A. Lemke 1964
- Gloeoasterostroma Rick 1938
- Gloeohypochnicium (Parmasto) Hjortstam 1987
- Gloeopeniophorella Rick 1934
- Haloaleurodiscus N. Maek., Suhara & K. Kinjo 2005
- Laeticutis Audet 2010
- Neoalbatrellus Audet 2010
- Polypus Audet 2010
- Scopulodontia Hjortstam 1998
- Scytinostromella Parmasto 1968
- Xeroceps Audet 2010

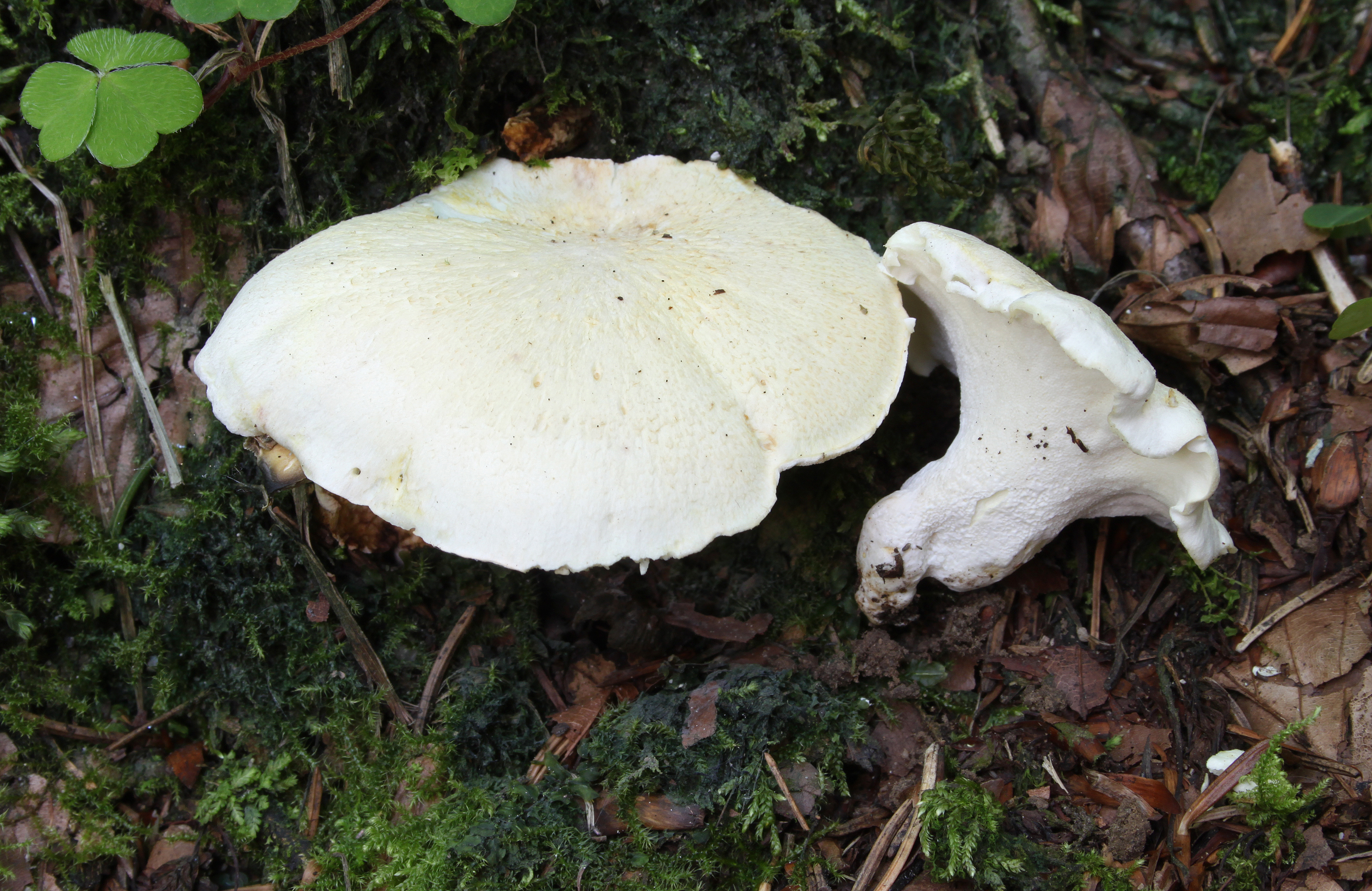
Albatrellus ovinus (Albatrellaceae)
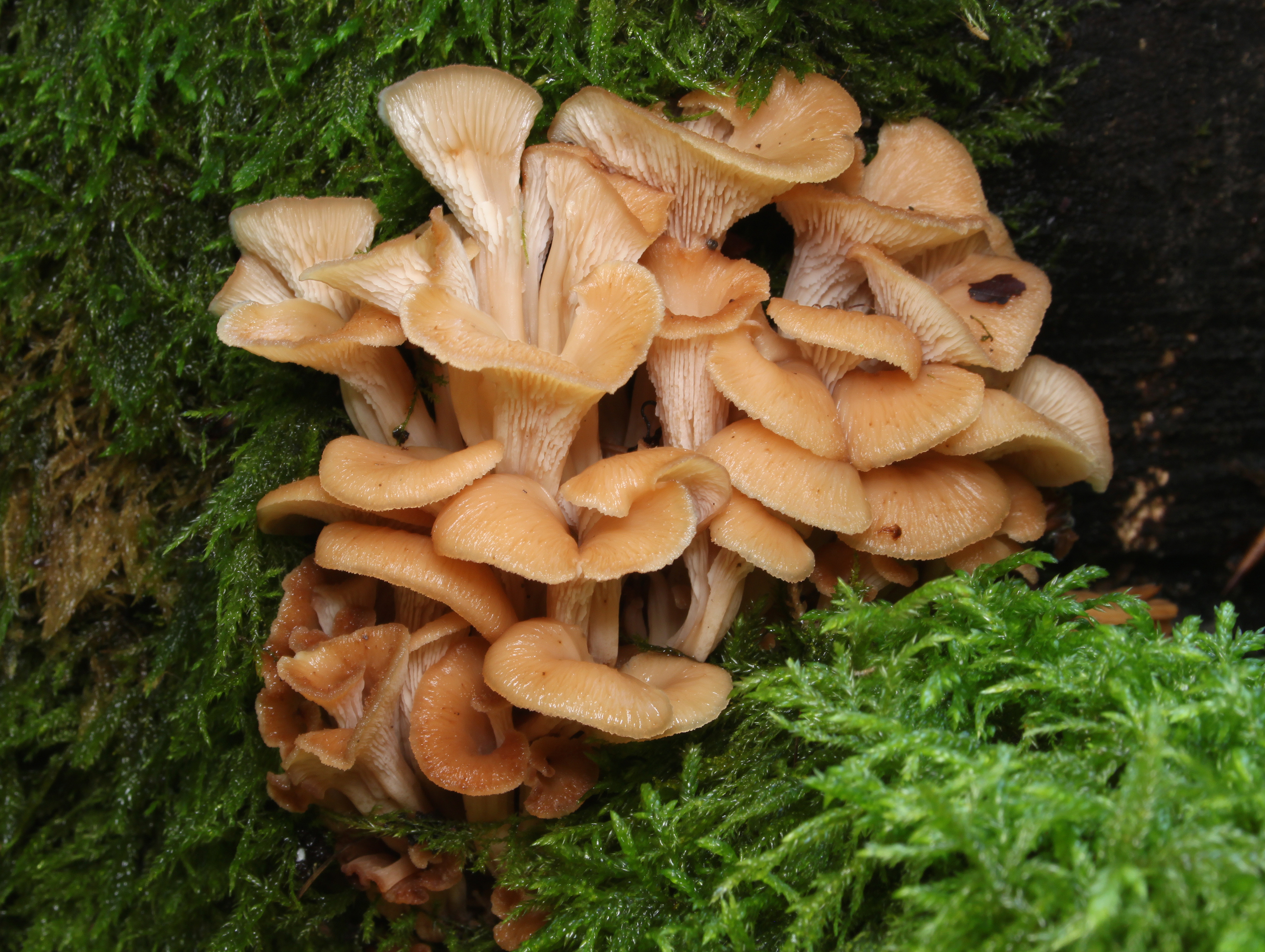
Lentinellus cochleatus (Auriscalpiaceae)
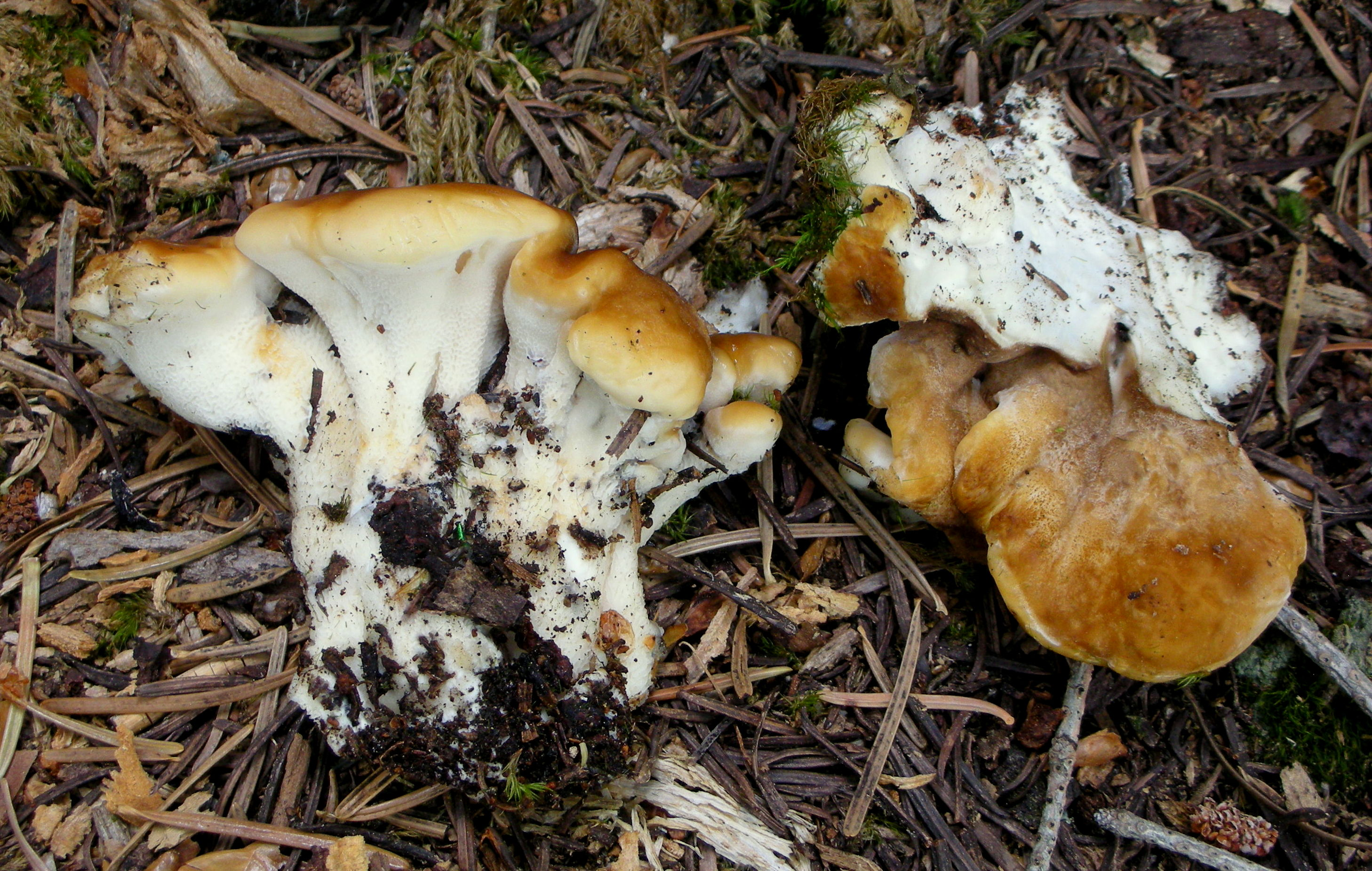
Bondarzewia occidentalis (Bondarzewiaceae)
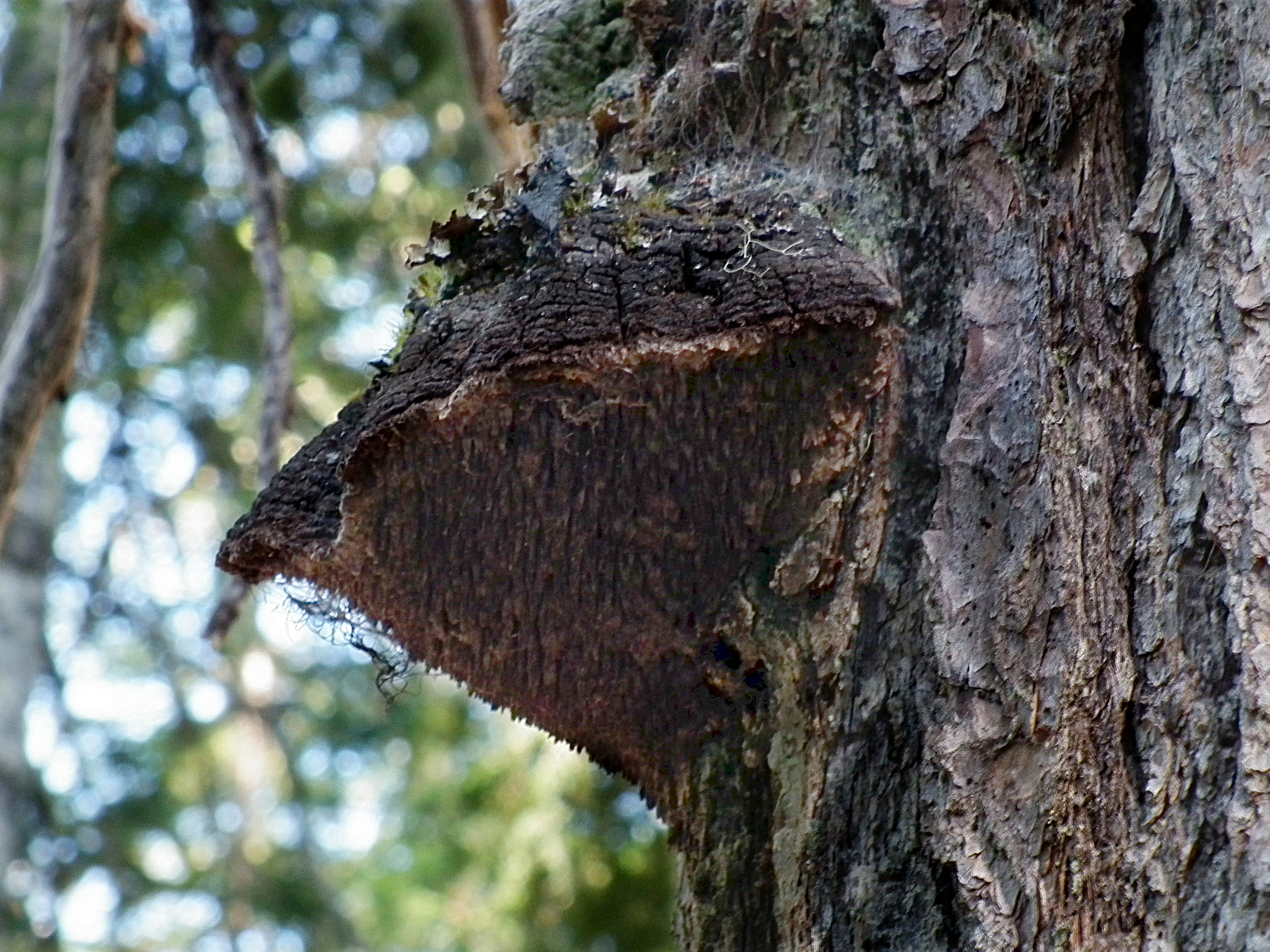
Echinodontium tinctorium (Echinodontiaceae)
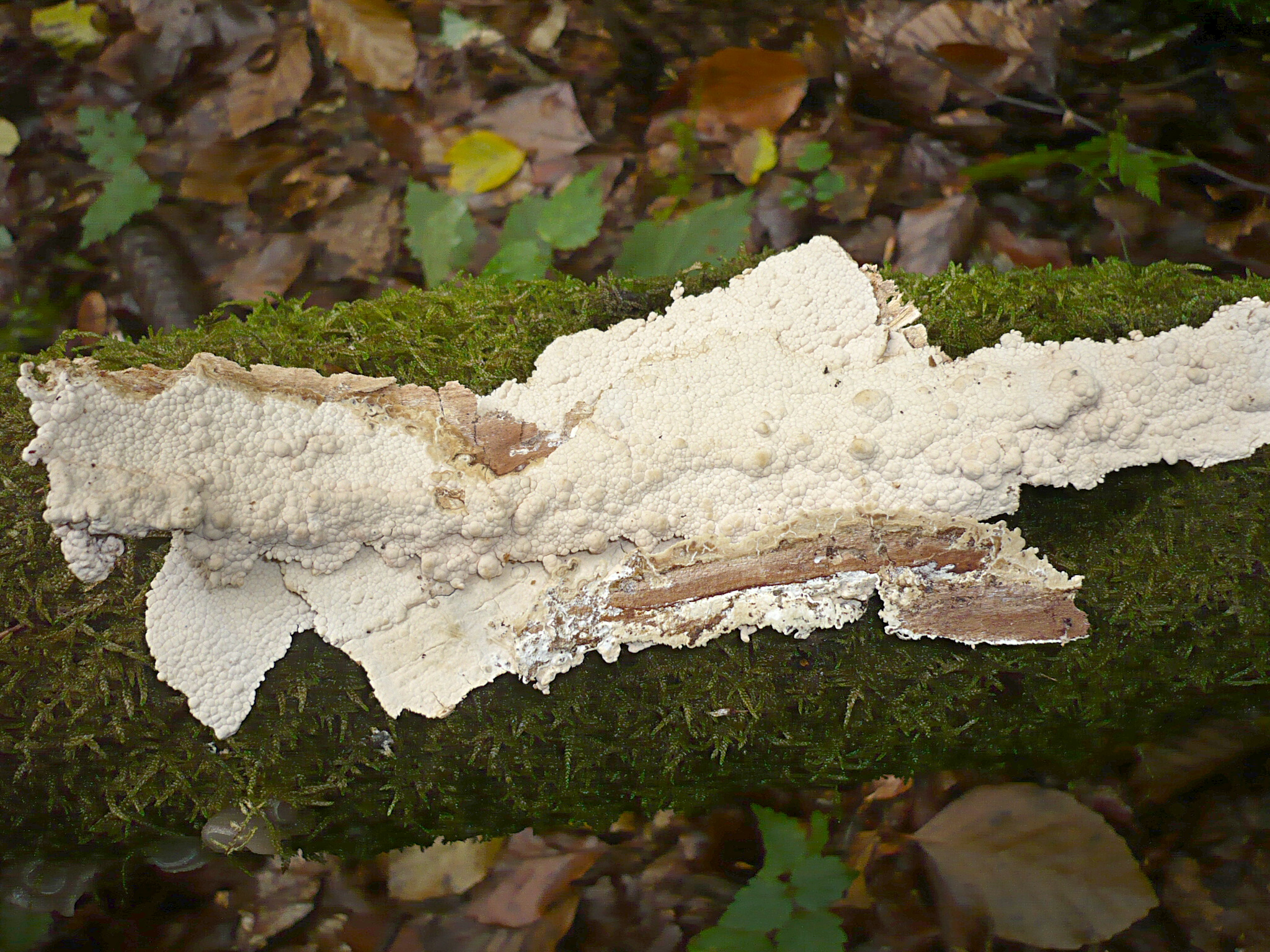
Gloeocystidiellum porosum (Gloeocystidiellaceae)
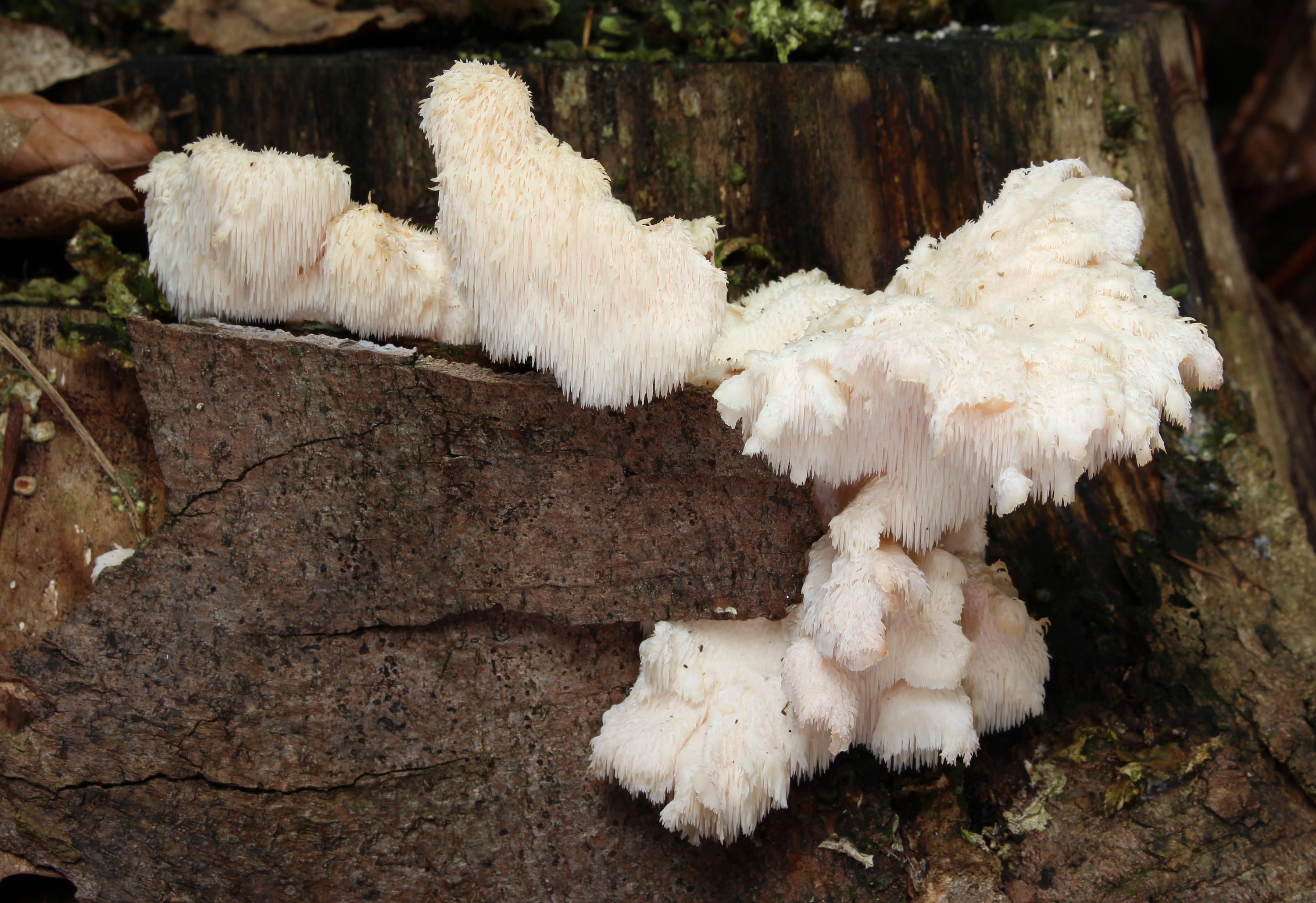
Hericium cirrhatum (Hericiaceae)
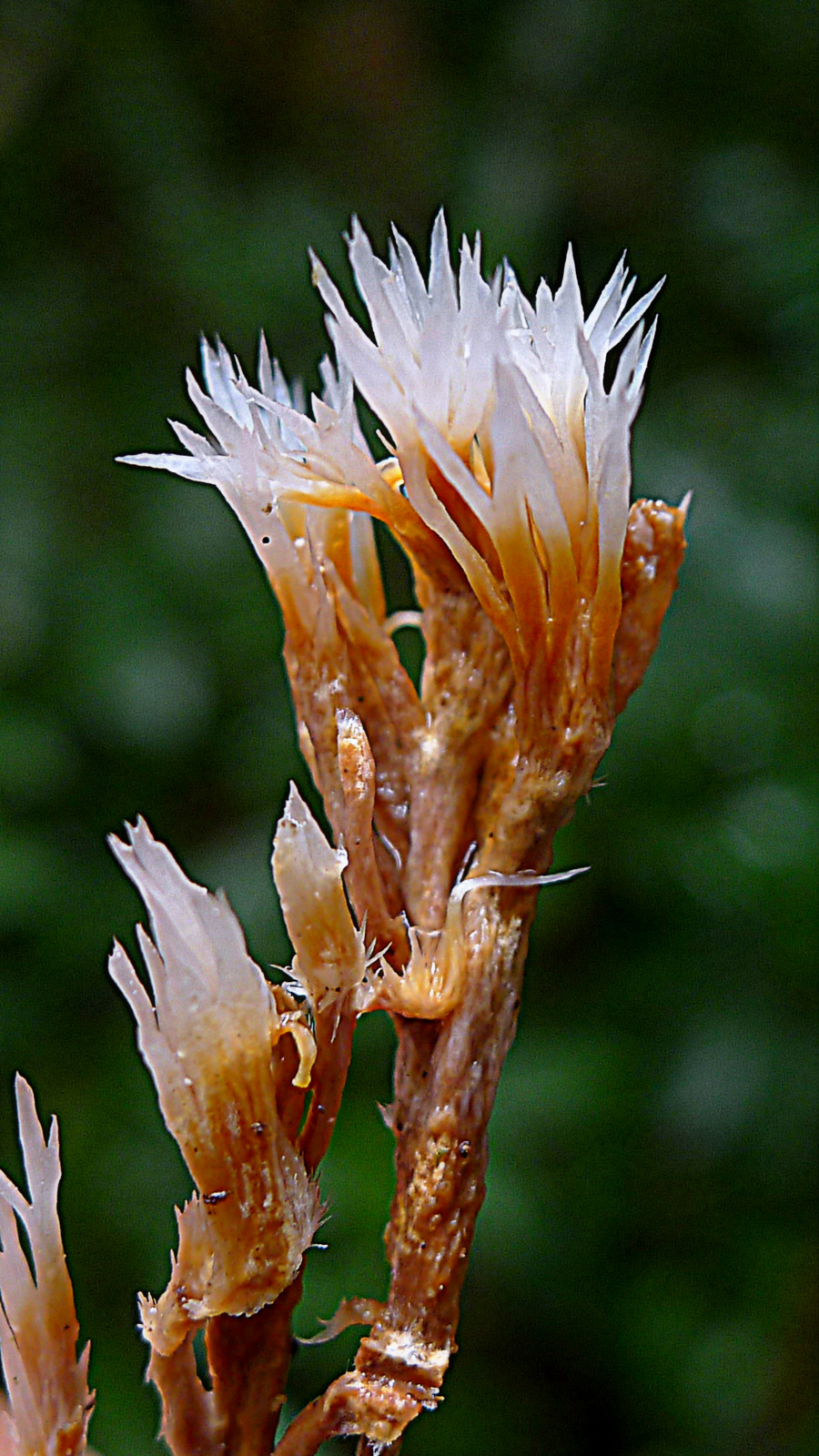
Lachnocladium schweinfurthianum (Lachnocladiaceae)
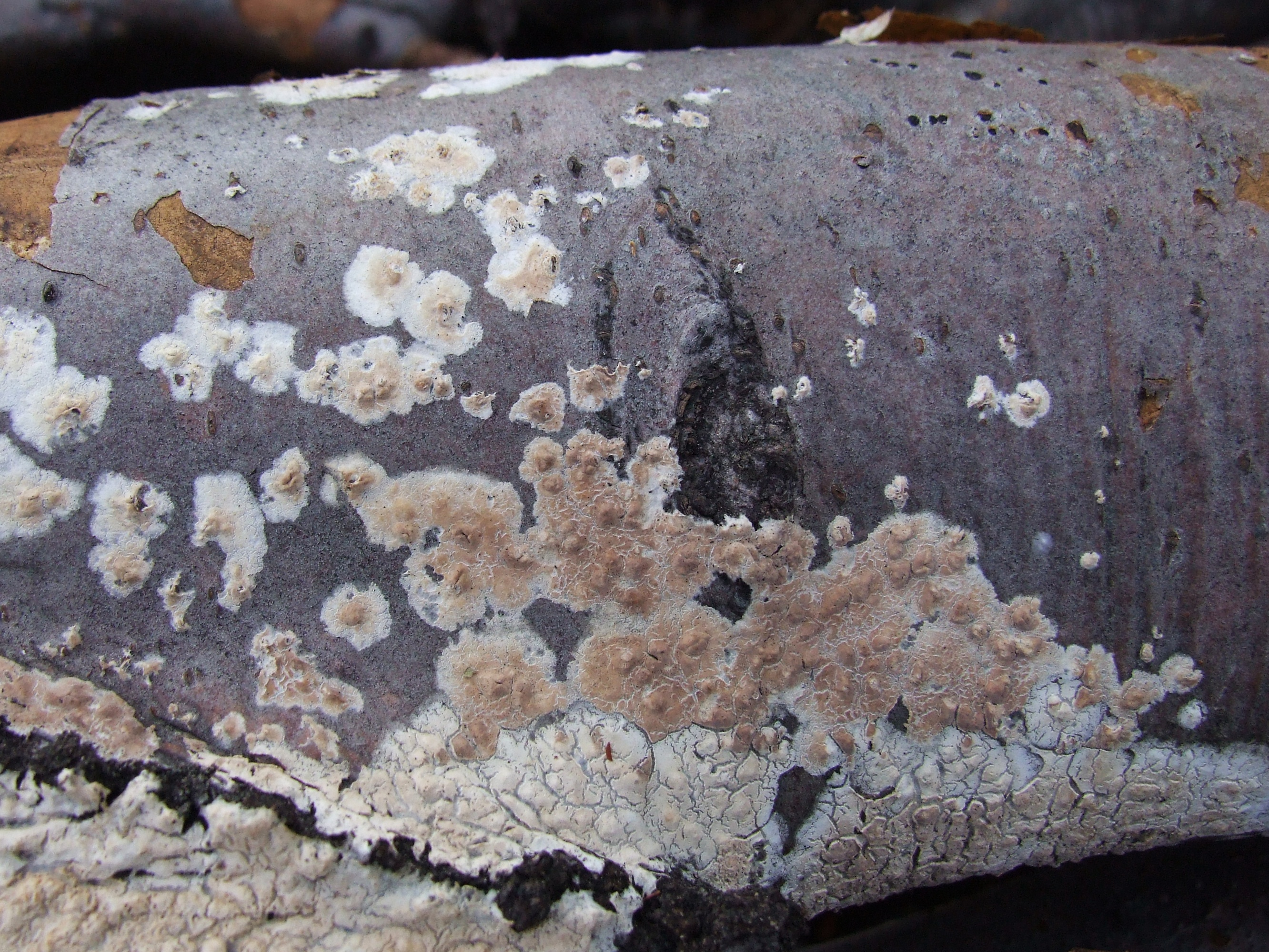
Peniophora quercina (Peniophoraceae)
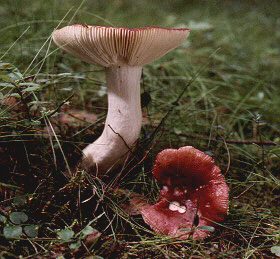
Russula emetica (Russulaceae)
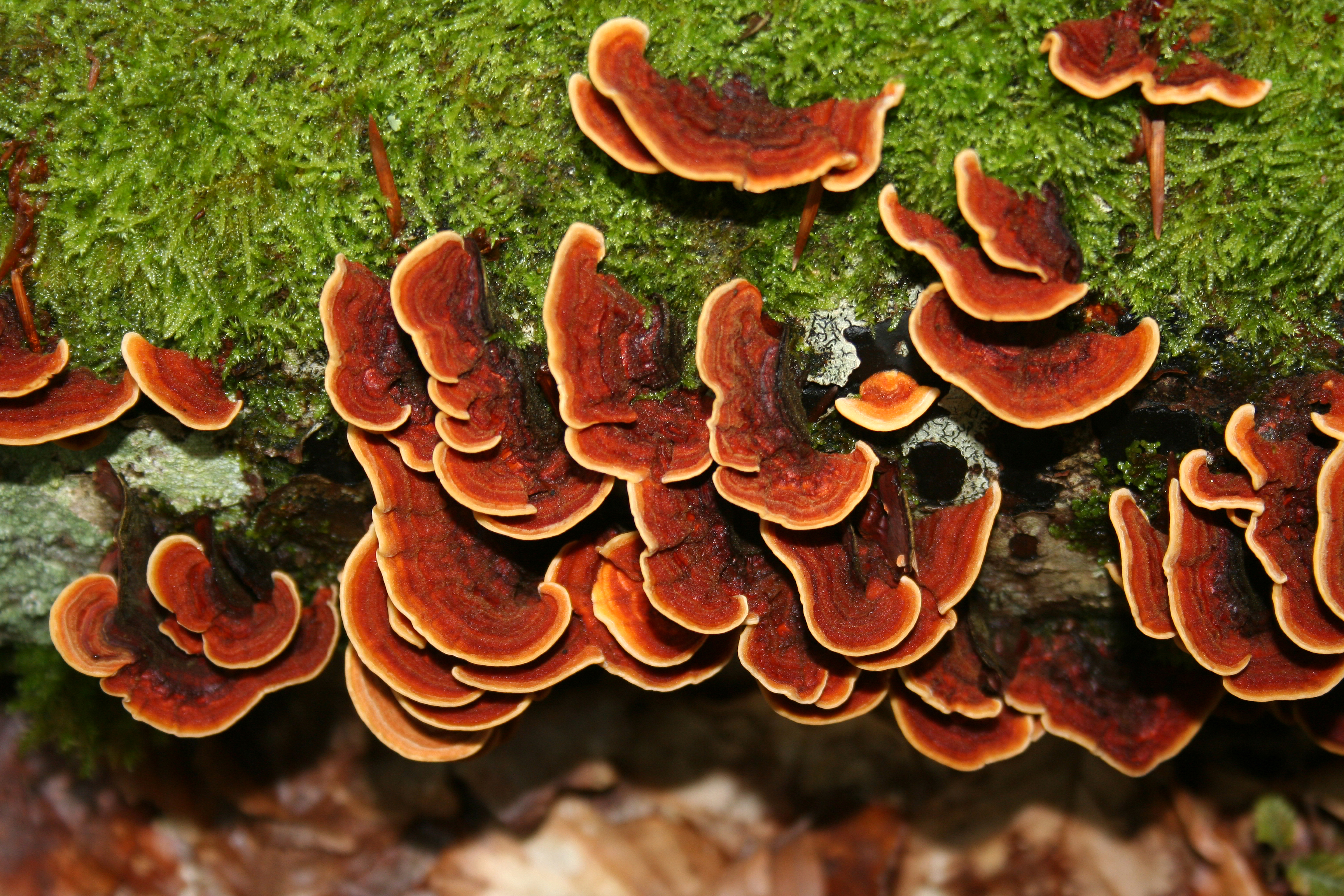
Stereum insignitum (Stereaceae)